# Benjamin Straumann
Benjamin Straumann (* 1974) ist ein Schweizer Ideen- und Althistoriker und Autor. Er hat eine ERC-Professur an der Universität Zürich inne und ist Forschungsprofessor an der New York University. Zudem ist er Alberico Gentili Senior Fellow an der New York University School of Law.

## Leben
Sein Doktorat von der Universität Zürich erhielt Straumann nach Studien in Zürich, Rom und New York. Er war Erasmus-Austauschstudent an der Universität Rom III und Samuel-I.-Golieb-Stipendiat in Rechtsgeschichte an der New York University School of Law, Gastwissenschaftler an den Universitäten Columbia und Oxford und Stipendiat für fortgeschrittene Forscher des Schweizerischen Nationalfonds. 
Straumann forscht und lehrt an der New York University und der Universität Zürich. Zusammen mit Nehal Bhuta (Edinburgh), Francesca Iurlaro (Hamburg) und Anthony Pagden (UCLA) ist Straumann Herausgeber der bei Oxford University Press erscheinenden Buchreihe „The History and Theory of International Law“.
Seine Forschungsinteressen sind griechisches und römisches politisches und rechtliches Denken, frühneuzeitliches politisches Denken, Naturrechtstheorien, Geschichte des Völkerrechts, Rezeption der Antike im frühneuzeitlichen Europa, Konstitutionalismus und Republikanismus.
Seiner Monographie Crisis and Constitutionalism: Roman Political Thought from the Fall of the Republic to the Age of Revolution wurde der István-Hont-Buchpreis der Universität St Andrews für das beste ideengeschichtliche Buch des Jahres 2016 verliehen. Seit 2020 leitet Straumann das vom European Research Council mit einem Consolidator Grant unterstützte Projekt "The Just City: The Ciceronian Conception of Justice and Its Reception in the Western Tradition".

## Schriften (Auswahl)
- Hugo Grotius und die Antike. Römisches Recht und römische Ethik im frühneuzeitlichen Naturrecht (= Studien zur Geschichte des Völkerrechts  Band 14). Nomos, Baden-Baden 2007, ISBN 978-3-8329-2692-2 (zugleich Dissertation, Universität Zürich 2005/2006).
- als Herausgeber mit Benedict Kingsbury: The Roman Foundations of the Law of Nations. Alberico Gentili and the Justice of Empire. Oxford University Press, Oxford 2010, ISBN 0-19-959987-4.
- als Herausgeber mit Benedict Kingsbury: Alberico Gentili. The Wars of the Romans. A Critical Edition and Translation of De Armis Romanis. Oxford University Press, Oxford 2011, ISBN 0-19-960051-1.
- Roman Law in the State of Nature. The Classical Foundations of Hugo Grotius’ Natural Law (= Ideas in context. Band 108). Cambridge University Press, Cambridge 2015, ISBN 1-107-08762-7.
- Crisis and Constitutionalism. Roman Political Thought from the Fall of the Republic to the Age of Revolution. Oxford University Press, Oxford 2016, ISBN 978-0-19-995092-8.
- The Just State: Greek and Roman Theories of Justice and Their Legacy in Western Thought. Wiley-Blackwell, 2025, ISBN 978-1-118-63468-4.